# Elezioni legislative in Svezia del 1982
Le elezioni legislative in Svezia del 1982 si tennero il 19 settembre per il rinnovo del Riksdag. In seguito all'esito elettorale, Olof Palme, espressione del Partito Socialdemocratico, divenne Ministro di Stato.

## Risultati
| Liste                                              | Voti      | %     | Seggi |
| -------------------------------------------------- | --------- | ----- | ----- |
| Partito Socialdemocratico dei Lavoratori di Svezia | 2 533 250 | 45,61 | 166   |
| Partito Moderato                                   | 1 313 337 | 23,64 | 86    |
| Partito di Centro                                  | 859 618   | 15,48 | 56    |
| Partito Popolare                                   | 327 770   | 5,90  | 21    |
| Partito della Sinistra                             | 308 899   | 5,56  | 20    |
| Unione Cristiano-Democratica                       | 103 820   | 1,87  | –     |
| Partito Ambientalista i Verdi                      | 91 787    | 1,65  | –     |
| Altri                                              | 16 121    | 0,29  | –     |
| Totale                                             | 5 554 602 | 100   | 349   |